# Marfă
Marfa este un produs al muncii omenești care satisface o anumită nevoie și este destinat schimbului prin vânzare-cumpărare.
Din punctul de vedere al clasificărilor vamale, marfa este un bun transportabil cu care se poate face schimb. Poate fi un articol dintr-o serie obținută la o linie de producție, un articol unic sau suportul material pentru un serviciu (de exemplu, CD-ul pentru software).